# Ove Wisløff
 (mai 2020).
 (juillet 2025).
Ove Wisløff (né le 20 avril 1954 à Alta) est un ancien nageur norvégien. Il a remporté les éditions 1973, 1974, 1975 et 1976 de la Coupe du Roi de natation.
Wisløff était un spécialiste de la brasse, et dans la période de 1972 à 1976, il a établi une trentaine de records norvégiens du 100 m et 200 m. Il a ainsi abaissé le record du 200 m  de 2,38 à 2.23,49. Il a gagné à 22 reprises les championnats de natation norvégiens, tous dans la catégorie brasse.
Wisløff a participé aux jeux olympiques de Montréal, Canada en 1976. Il a terminé dixième sur le 200 m et dix-huitième dans le 100 m . En 1974, il a terminé cinquième du Championnats d'Europe de natation 1974 en 100 m brasse.